# Савола, Эльмо
Эльмо Савола (фин. Elmo Savola; род. 10 марта 1995, Лаппаярви, Вааса) — финский легкоатлет, специалист по многоборьям. Выступает за сборную Финляндии по лёгкой атлетике с 2013 года, бронзовый призёр молодёжного чемпионата Европы, победитель и призёр первенств национального значения, участник ряда крупных международных стартов, в том числе чемпионата Европы в Берлине.

## Биография
Эльмо Савола родился 10 марта 1995 года в общине Лаппаярви провинции Южная Остроботния. Проходил подготовку в местном клубе Lappajärven Veikot.
Дебютировал в лёгкой атлетике на международном уровне в сезоне 2013 года, когда вошёл в состав финской национальной сборной и выступил в десятиборье на юниорском европейском первенстве в Риети.
В 2014 году с результатом в 7278 очков занял 17-е место на юниорском мировом первенстве в Орегоне.
В 2015 году с результатом в 7743 очка стал седьмым на молодёжном чемпионате Европы в Таллине.
В 2016 году занял 16-е место на крупном международном турнире Hypo-Meeting в Австрии.
В 2017 году побывал на молодёжном европейском первенстве в Быдгоще, откуда привёз награду бронзового достоинства — с личным рекордом в 7956 очков уступил в программе десятиборья только чеху Иржи Сикоре и шведу Фредрику Самуэльссону.
Благодаря череде удачных выступлений удостоился права защищать честь страны на взрослом чемпионате Европы в Берлине — набрал в сумме всех дисциплин десятиборья 7655 очков и расположился в итоговом протоколе соревнований на 15-й строке.
В 2019 году добавил в послужной список золотую медаль, полученную на чемпионате Финляндии в десятиборье.